# Saint-André-d'Embrun
Saint-André-d'Embrun là một xã của tỉnh Hautes-Alpes, thuộc vùng Provence-Alpes-Côte d’Azur, đông nam nước Pháp.